# Antide Janvier
Pour les articles homonymes, voir Janvier (homonymie).
Antide Janvier, né le 1er juillet 1751 à Briva (aujourd'hui Brive), un hameau de Lavans-lès-Saint-Claude dans le Jura, mort le 24 septembre 1835 à Paris, est un astronome et maître horloger français. Il est l'un des horlogers les plus célèbres en particulier pour ses sphères et planétaires. Avec Ferdinand. Berthoud, Jean-André Lepaute et Robert Robin, il fait partie des grands horlogers de Paris qui ont contribué au développement des horloges d'édifice. Malgré sa renommée, il fut oublié par le XIXe siècle car il n'a pas eu d'enfant et est mort dans la misère. Il ne figure même pas dans les dictionnaires courants.

## Éducation
Son père, Claude Étienne, ouvrier agricole, se désigne déjà comme maître horloger et lui donne ses premières notions d'horlogerie. Son enseignement scolaire est complété par l’abbé Tournier de Saint-Claude, qui prend en main son éducation. L’élève, en parlant de lui avec admiration, dira toujours « le maître ». Ayant reconnu chez cet adolescent de 13 ans les signes d’une intelligence remarquable et précoce, il le forme à toutes les disciplines qui sont les siennes : le latin, le grec, les mathématiques et l’astronomie pour laquelle il a une véritable passion. Il lui apprend également à utiliser un tour et le forme aux rudiments de la mécanique.

## Premières réalisations
À 15 ans, en 1766, Antide entreprend la construction d’une sphère mouvante, travail qui lui prend 15 à 18 mois. En 1768, il a l’audace d’aller présenter sa sphère astronomique à l’Académie des sciences, belles-lettres et arts de Besançon, instituée par Louis XV en 1752. Tous ces messieurs très savants consacrent au jeune inconnu de Saint-Claude deux de leurs séances. Ils sont séduits, le couvrent d’éloges et lui accordent un certificat en date du 24 mai 1768 au palais Granvelle, signé Droz :

« Le sieur Antide Janvier, de Saint-Claude, ayant présenté à l’Académie une sphère où il a exécuté par des mouvements un système d’astronomie, cette compagnie a cru qu’on ne pouvait donner trop d’éloges et d’encouragements à un jeune homme de 17 ans dont l’industrie ferait honneur à un mécanicien consommé, elle a regardé comme un acte de justice de lui accorder le présent certificat. »

Il entre au service de M. Devanne, comme apprenti, afin de parfaire son enseignement d’horloger. En 1770, la municipalité de Besançon, dont l'attention a été attirée par le travail précédent, demande à Antide Janvier de collaborer à la réfection de l’horloge de table du cardinal de Granvelle, fabriquée à Augsbourg en 1564
Pour une raison inconnue, il séjourne à Morez, dans son Jura natal, en 1771 et 1772. Ce qui permet aux horlogers de cette région de progresser dans leur art.
Quand Joseph de Lalande annonce le passage d’une comète le 18 octobre 1773 (comète de Encke ?), Antide Janvier se rend à Paris pour l'observer.

## Consécration
Janvier construit plusieurs planétaires : celui 1771 en racine de buis de 70 cm de diamètre, dont il réalise en 1773 une copie en métal de 22 cm et celui de 1773 qui lui vaut d'être présenté au roi Louis XV à Fontainebleau en octobre. Il exécute un quatrième planétaire en 1774.
Il présente à Louis XVI, en avril 1784, deux pendules à sphères astronomiques, l'une géocentrique, l'autre héliocentrique, à la suite de quoi il se voit attribuer un logement à l'Hôtel des Menus Plaisirs à Paris, rue du Faubourg Poissonnière par l'intermédiaire de l'astronome de Lalande.
Il est attaché aux services de Louis XVI et passe de nombreuses nuits avec le monarque à observer au travers d'une lunette les satellites de Jupiter et autres objets célestes. Il obtient en 1783 un brevet d'Horloger Mécanicien de Monsieur, frère du Roi, c'est-à-dire du futur Louis XVIII.
Il construit la pendule polycamératique du Pavillon de l'École Lyrique, dont il est chargé de l'entretien. Il prend alors la qualité d'Horloger du Roi. En 1792 il présente à la Reine et à Louis XVI sa Pendule Géographique. Il commet une maladresse en disant à Marie-Antoinette :"voyez, vous pouvez savoir l'heure partout, par exemple, à Metz, il est..." sans penser que la fuite à Varennes, qui venait de s'achever comme on sait, s'est faite en direction de Metz.
Il est comblé de bienfait par Louis XVI et reçoit, dès 1786, des acomptes pour réaliser à l'intention du monarque une pendule à marées, ce qu'il ne fera que bien plus tard.
Il n'adhère pas à la Révolution car il considère comme détestable les dégradations commises et pour circuler librement il se déclare comme astronome. Étant logé au menus plaisir (rue Poissonnière) il obtient un logement au Louvre dès février 1793, quelques jours après l'exécution de Louis XVI à laquelle il assiste. De 1793 à 1795, il est membre de la section de la Commission Temporaire des Arts chargée de répertorier les objets scientifiques chez les émigrés et les condamnés. En 1794, il est membre du jury relatif au nouveau système horaire : le temps décimal. La plus belle période de ses créations horlogères se situe au cours de la période 1785-1800 à la fois en quantité mais aussi en qualité extrême par exemple avec son chef-d'œuvre, une sphère mouvante à planétaire, sur laquelle il travaillera de 1789 à 1801. À partir de 1803, il est logé dans un pavillon de l'Académie Française, quai Conti, logement qu'il obtient en compensation de celui du Louvre, lorsque Bonaparte en exclut les artistes pour y entreprendre de grands travaux et en faire un musée moderne.
Ses pendules sont toutes remarquables, leur réalisation toujours parfaite et leurs complications parfois difficiles à comprendre; en particulier son chef-d'œuvre indiquant le mouvement des planètes, les phases de la lune, les marées, les éclipses lunaires et solaires, l'équation du temps, etc., sur quatre faces et avec des principes d'engrenages jamais réalisés auparavant! Le fleuron de l'horlogerie !
Il est l'auteur d'horloges indiquant l'heure des marées, d'autres planétaires et de pendules extraordinaires d'ingéniosité et de complications astronomiques. Parmi ses autres réalisations, on peut citer un régulateur, un compte-seconde d'observatoire, un régulateur de temps sidéral, des pendules d'audience astronomique. L'ensemble de son œuvre ainsi que sa biographie se trouvent dans l'ouvrage de Michel Hayard indiqué dans la rubrique bibliographie.

## Déchéance
Devant les difficultés de gérer convenablement ses affaires, perdant aussi de l'argent au jeu, et malgré une production toujours brillante qui ne trouve plus preneur en ces temps de crise causés par le régime napoléonien, il fait faillite en 1810. Il poursuit pourtant son activité et tente de rester dans les bonnes grâces du Régime, exaltant Napoléon Ier dans Des Révolutions des Corps Célestes Par le Mécanisme des Rouages publié en 1812. De 1789 jusqu'au milieu de la Restauration, et sous l'Empire, il reste chargé de l'entretien de la pendule à planétaire qu'il a livrée pour Louis XVI à Versailles et qui est transportée dans les grands appartements du palais des Tuileries où elle est détruite dans l'incendie de 1871. Par la suite, il est obligé de vendre ses livres, ses dessins, ses meubles, ses machines et aussi ses pendules. Certains mouvements de l’horloger belge Zacharie Raingo portent le nom de Janvier. Il est notoire que Janvier faisait ce genre de planétaire bien avant Raingo (voir un planétaire identique numéroté 352 et daté de 1802 par Janvier dans l'ouvrage de Michel Hayard). C'est le manque d'argent qui pousse Janvier à vendre ce type de planétaires à Raingo (et aussi à d'autres comme à l'horloger Pouvillon). Raingo dépose son brevet le 3 mars 1810 (au moment de la faillite de l'atelier Janvier...) et l'enregistre le 18 juin suivant, après avis de Claude-Pierre Molard, directeur du Conservatoire des Arts et Métiers qui connait (bien ?) l'œuvre de Janvier, Gay-Lussac et Bardel.
En 1826, la Restauration lui octroie une pension de 75 centimes par jour, qui lui est ensuite retirée par le régime suivant. Ceci a été fait malgré ses déboires au sujet de la pendule astronomique de Passemant ornée par Jacques Caffieri et l'un de ses fils et Philippe, aujourd'hui de retour dans le Cabinet de la Pendule à Versailles, dont il avait mis au Mont-de-piété certains éléments en bronze. Le processus de récupération prit quatre ans, de 1824 à 1828 car on l'avait donnée à un autre horloger pour remonter le mouvement, mais celui-ci en fut incapable, et il fallut faire à nouveau appel à Antide Janvier.
À 75 ans, il continue à faire des pendules plus ordinaires protégé par la profonde affection que lui vouent un grand nombre de personnes dont le grand horloger Bernard Henri Wagner. Il passe ses dernières années au 26 de la rue Saint-André-des-Arts, dans la misère, mais conserve, dit Gabriel de Chénier son avocat et ami qui l'avait logé chez lui à cette adresse, « sa vigueur d’esprit, sa mémoire prodigieuse et la souplesse de ses membres. » Vers la fin de sa longue vie, il tombe malade et est hospitalisé à Cochin où il meurt le 23 septembre 1835 à 8 heures du matin, à l’âge de 84 ans. Son acte de décès porte la mention dérisoire et si injuste « Antide Janvier, sans état ». Pourtant les pouvoirs publics n'ont pas manqué de générosité à son égard en reconnaissance de la grandeur de son œuvre. Il a été logé gratuitement de 1786 au début des années 1830, comme beaucoup d'autres artistes, mais dans des locaux de plus en plus réduits.

## Héritage
Les spécialistes ou les amateurs qui s’intéressent à l’horlogerie de la fin du XVIIIe siècle connaissent les grands noms de ce métier tels que Julien Le Roy, Ferdinand Berthoud, Abraham Louis Breguet, Jean-Antoine Lépine et Verneuil qui ont contribué à la renommée de l’horlogerie française. Plusieurs ouvrages importants leur sont consacrés. Le XIXe siècle, trop préoccupé par les bouleversements industriels et les changements de société, ne lui a pas donné la considération qu’il méritait. Cet oubli s’est perpétué jusqu’à nos jours, où le nom d'Antide Janvier parle principalement aux amateurs d'horlogerie. Il est cependant beaucoup plus que le grand horloger qu’ont vu ses contemporains : aussi doué pour l’investigation scientifique et mathématique que pour les arts, très en avance sur son temps, il reste celui qui a honoré le plus sa profession. Il mérite la place d’honneur parmi les plus grands, ce qui reste de son œuvre en est le témoignage.
D'autres comme l'inventeur du chronographe, Nicolas Rieussec, copièrent ses inventions: Un régulateur porte la mention de son invention "mouvement synodique de la lune"; une pendule à cadran tournant et cadran géographique (cadran semblable à celui de 1792), tous deux signés Rieussec !
Son nom a été donné à des rues à Besançon et Saint-Claude.

### Le franc-maçon
Janvier adhère, sans doute assez jeune, à la maçonnerie. Il appartint à loge de l'Union, et donne entre 1819 et 1824, diverses conférences devant cette loge, celle des Amis Constants de la Vraie Lumière et celle des Amis Incorruptibles. Les textes maçonniques de Janvier, conservés à la Bibliothèque Nationale de France, nous donnent le reflet de l'être idéal qu'il aurait voulu être. On est presque tenté de dire que chez Janvier, l'homme public et le maçon ne formaient pas tout à fait un même individu. Ce qui peut expliquer qu'il y trouva de nombreux amis, ceux qui tenteront de protéger sa mémoire au risque de travestir la vérité à l'instar de Louis-Gabriel de Chénier. On ne pourra cependant contester que bien d'autres personnes ont été admiratives du personnage et ont rapporté souvent les mêmes anecdotes de sa vie, que l'on a donc tout lieu de croire.

## Ouvrages
- Description de l'horloge planétaire et à sphère mouvante in Ferdinand Berthoud, Description de l'horloge planétaire et à sphère mouvante, Tome II (1802)
- Étrennes chronométriques pour l'an 1811, ou Précis de ce qui concerne le tems, ses divisions, ses mesures, leurs usages, etc. (1810). Réédité sous le titre Manuel chronométrique, ou Précis de ce qui concerne le temps, ses divisions, ses mesures, leurs usages, etc. (1815 ; 1821)
- Essai sur les horloges publiques, pour les communes de la campagne (1810). Extraits en ligne avec illustrations
- Des révolutions des corps célestes par le mécanisme des rouages (1812).
- Précis des calendriers civil et ecclésiastique (1824).
- Du pouvoir des sciences sur le bonheur des hommes (1825).
- Recueil de machines composées et exécutées par Antide Janvier (1827 ; 1828).
- Nouveau manuel complet de l'horloger, ou Guide des ouvriers, qui s'occupent de la construction des machines propres à mesurer le temps (1837, 1863). Édité par Louis-Sébastien Le Normand. Réédition : L. Laget, Paris, 1977. Texte en ligne. Nouvelle édition : Nouveau manuel complet de l'horloger (1850). Édité par Louis-Sébastien Le Normand. Réédition : LVDV Inter-livres, Paris, 1985. Texte en ligne.

## Horloges (et autres mécaniques) construites par Janvier
La liste suivante (largement incomplète) donne quelques exemples d'horloges construites par Janvier, avec leur localisation. Pour plus de détails voir les ouvrages spécialisés, notamment le catalogue raisonné de Michel Hayard, historien d'horlogerie ancienne et spécialiste de l'œuvre de cet artiste: Antide janvier horloger des étoiles, aux éditions le livre d'art (lelivredart.com) pour en savoir plus. Antide Janvier a également produit quelques thermomètres et baromètres.
- Horloge astronomique à sphère mouvante, chef-d'œuvre de Janvier (1802) : exposée en 2002 à la galerie Kugel, décrite dans le catalogue de l'exposition et dans le livre de Berthoud de 1802. Cette horloge a été vendue environ 10 millions d'euros à un collectionneur étranger et est sortie de France.
- Régulateur astronomique à planétaire (aux environs de 1800) : exposé au Musée des arts et métiers à Paris.
- Régulateur à cadran des Marées (1789) : exposé au Musée des arts et métiers à Paris.
- Etc....